# Koira Kano (Niamey)
Koira Kano (auch: Koirakano, Kouara Kano, Koura Kano, Kwara Kano) ist ein Stadtviertel (französisch: quartier) im Arrondissement Niamey I der Stadt Niamey in Niger.

## Geographie

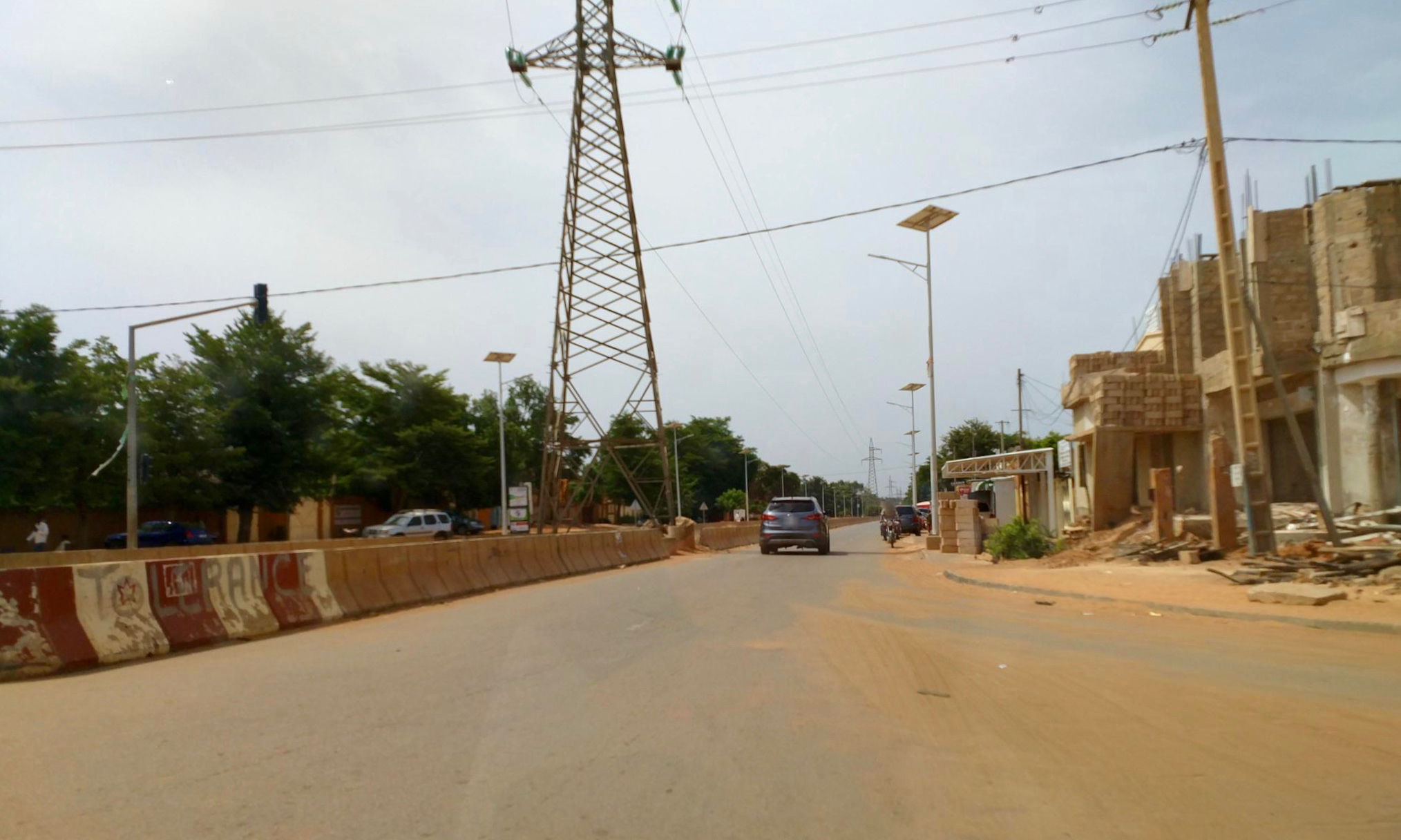
Boulevard Askia Mohamed in Koira Kano (2017)

Koira Kano befindet sich im Westen des urbanen Stadtgebiets von Niamey und hat den Charakter einer sandigen Vorstadt für wirtschaftlich Bessergestellte. Die umliegenden Stadtteile sind Koubia im Nordwesten, Yantala Haut im Nordosten, Yantala Bas im Südosten, Ambassades im Süden und Goudel im Südwesten. Das Stadtviertel liegt in einem Tafelland mit einer mehr als 2,5 Meter tiefen Sandschicht, wodurch eine bessere Einsickerung als in anderen Teilen der Stadt möglich ist.
Das Standardschema für Straßennamen in Koira Kano ist Rue KK 1, wobei auf das französische Rue für Straße das Kürzel KK für Koira Kano und zuletzt eine Nummer folgt. Dies geht auf ein Projekt zur Straßenbenennung in Niamey aus dem Jahr 2002 zurück, bei dem die Stadt in 44 Zonen mit jeweils eigenen Buchstabenkürzeln eingeteilt wurde.

## Geschichte
Der Ortsname kommt aus der Sprache Zarma und bedeutet „reizvolle Stadt“. Das Areal war noch bis in die 1970er Jahre ein unbebautes, zum Teil baumbestandenes Ackerbaugebiet. Koira Kano entstand in den 1980er Jahren, einem Jahrzehnt mit besonders starkem Bevölkerungswachstum in Niamey, neben einer Reihe weiterer neuer Stadtviertel. Hier wurden Wohnungen mittleren und gehobenen Standards für höhere Funktionäre errichtet.

## Bevölkerung
Bei der Volkszählung 2012 hatte Koira Kano 12.095 Einwohner, die in 2100 Haushalten lebten. Bei der Volkszählung 2001 betrug die Einwohnerzahl 10.843 in 1741 Haushalten.

## Infrastruktur
Die öffentliche Grundschule Ecole primaire de Koira Kano wurde 1991 gegründet.